# Dryttvikstjärnen
Dryttvikstjärnen är en sjö i Mora kommun i Dalarna och ingår i Dalälvens huvudavrinningsområde.